# 塞德尼夫

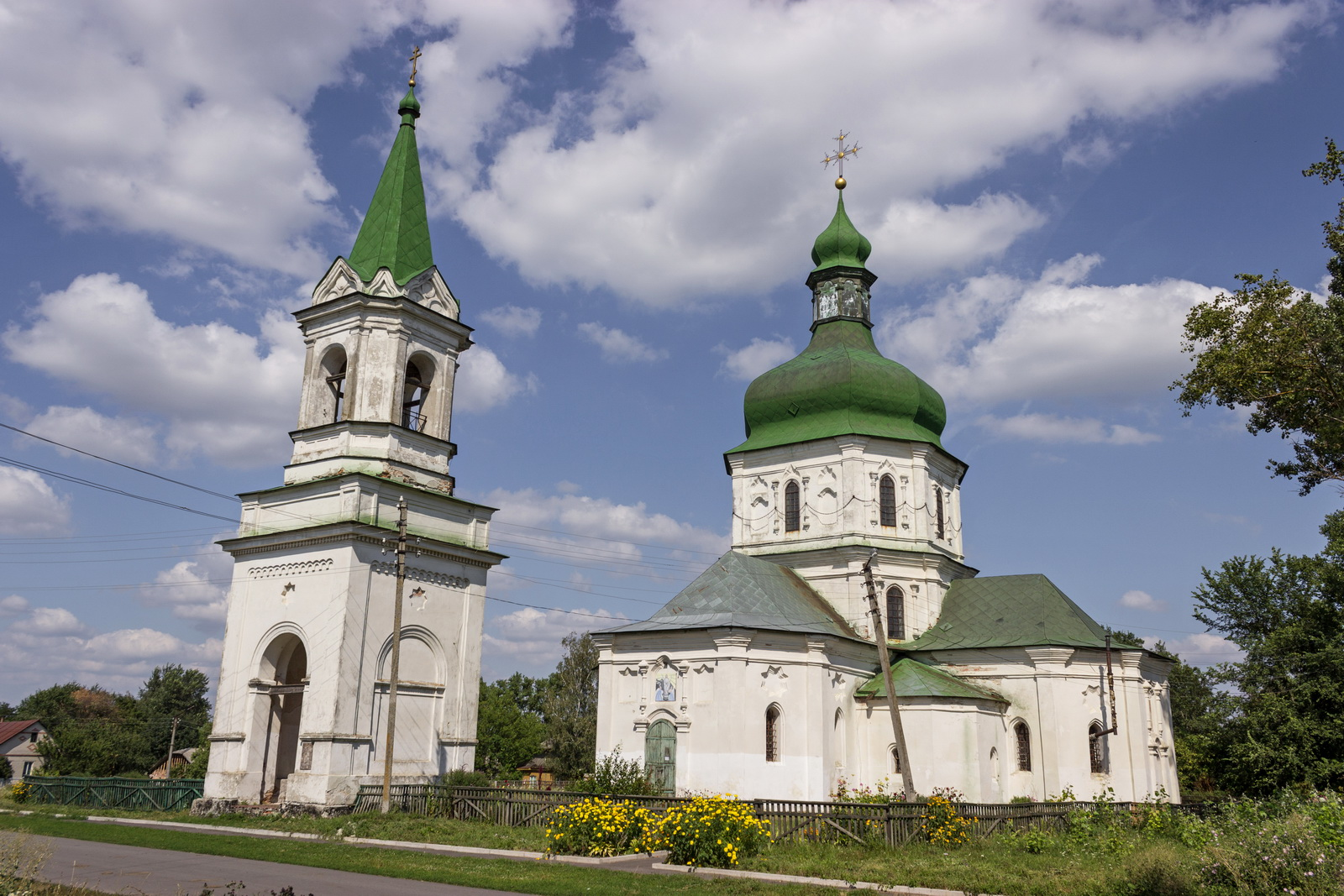

塞德尼夫，是烏克蘭北部切爾尼戈夫州切爾尼戈夫區塞德尼夫市镇内的市級鎮及其行政中心。處於斯諾夫河畔，始建於1068年，面積3.86平方公里，2011年人口1,175，人口密度每平方公里304.4人。